# Михайловка (Сакмарський район)
Миха́йловка (рос. Михайловка) — село у складі Сакмарського району Оренбурзької області, Росія.

## Населення
Населення — 64 особи (2010; 64 у 2002).
Національний склад (станом на 2002 рік):
- росіяни — 95 %